# Husitské zbraně

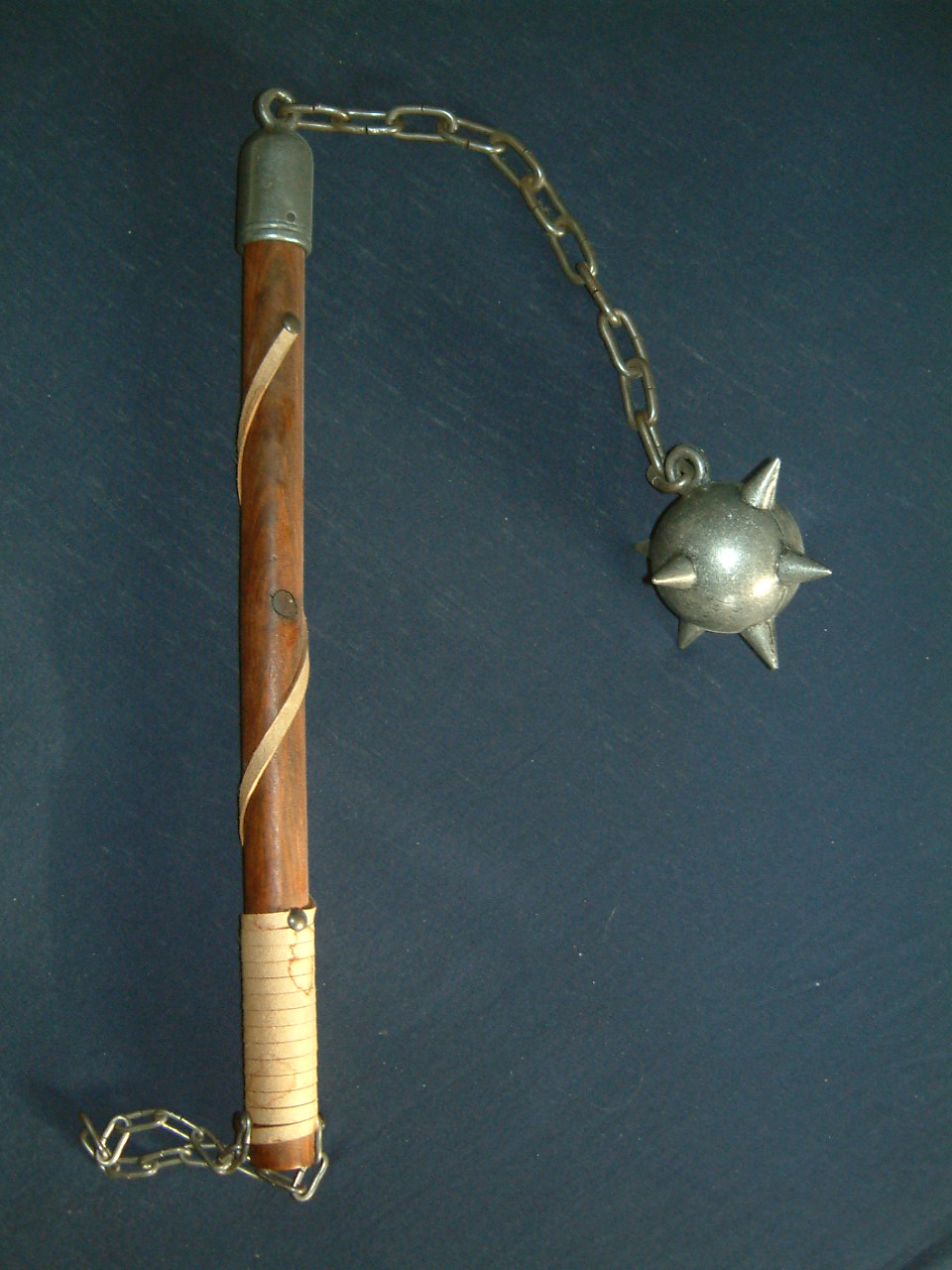
Řemdih

Husitské zbraně byly inspirovány většinou tím, s čím husité uměli zacházet nejlépe – tedy zemědělskými nástroji.[zdroj?] Vyvinuly se z nich ale obávané a nebezpečné zbraně. Husité také jako jedni z prvních v Evropě používali hromadně palné zbraně.[zdroj?]

## Zbraně na boj zblízka
- Řemdih – okovaná koule na dlouhém řetězu přikovaná k dřevěné násadě; někdy se nazývala prostě koule na řetěze.
- Kopí s hákem – obyčejné kopí s hákem ke stahování jezdců z koní.
- Šídlo – zbraň s protáhlou špicí na dřevěné násadě, sloužila k bodání do protivníků.
- Sudlice – sečná i bodná zbraň na dřevěné násadě; jedním druhem sudlice je sudlice ušatá, u které jsou uši tvořeny bodáky po stranách.
- Kropáč – vlastně řemdih, na kterém byla koule přímo na násadě (bez řetězu); nazývala se podle toho, že se s ní kropili protivníci.
- Okovaný cep – nejobávanější husitská zbraň – cep s bodáky.
- Halapartna – sečná i bodná zbraň na dlouhé násadě, obvykle se vytvořila přivázáním kosy souběžně s násadou; užívala se i v pozdějších dobách, značně dokonalejší.
- Válečná sekera – obyčejná, ale těžší a pádnější sekera.
- Meč – klasický meč; Husité jej užívali bez jakéhokoliv zdobení.
- Palcát – krátká úderná zbraň, sloužila k boji zblízka; byl to také odznak moci táborských hejtmanů.

## Střelné a palné zbraně
- Kuše (samostříl) – obyčejná kuše; husité z nich stříleli z bojových vozů.
- Prak – starobylá zbraň z pásu kůže, který se roztočil nad hlavou a ze kterého puštěním jednoho konce vylétl kámen; praky používala hlavně práčata, děti bojující v armádě.
- Houfnice – polní dělo opatřené lafetou na kolech; název podle užívání u houfů.
- Bombarda – těžké obléhací dělo s nepojízdnou lafetou.
- Tarasnice – další dělo, tentokrát s neobvykle malou ráží; při střelbě často exploduje.

- Hákovnice – ruční palná zbraň s hákem, který se používal k tlumení zpětného rázu.
- Píšťala – předchůdce pušky (pistole), s dřevěnou nebo kovovou pažbou (stvol); název podle tvaru – byla dlouhá a úzká.
- Dělo – sloužilo ke střílení na hrady.

## Ostatní zbraně
- Husitský bojový vůz - vyvinuly se patrně z obyčejných selských vozů, sloužily jako pojízdná hradba.